# 네오크레마
네오크레마(Neo Cremar Co. Ltd.)는 대한민국의 마이크로바이옴 기반의 푸드테크 기업이다. 본사는 에 위치해 있으며 대표이사는 한기수,이준우이다.
120억원 규모의 제3자배정 유상증자를 결정하여 주당 5천860원에 신주를 발행하였다

## 같이 보기
비비씨